# Хассий
| 108        | Хассий |
| Hs(270)    |        |
| 5f146d67s2 |        |

Ха́ссий (лат. Hassium, обозначается символом Hs; исторические названия эка-осмий, уннилоктий) — 108-й искусственный радиоактивный химический элемент VIII группы короткой формы (8-й группы длинной формы) периодической системы химических элементов; относится к трансактиноидам. Предположительно серебристо-белый металл; по химическим свойствам является аналогом осмия (Os).

## Предыстория
Впервые сообщения об открытии элемента 108 появились в конце 1969 года и были совершенно неожиданными для экстремально короткоживущих и трудноуловимых сверхтяжёлых химических элементов. По результатам экспедиции в пустынном районе вблизи полуострова Челекен у Каспийского моря группой учёных СССР под руководством В. В. Чердынцева на основании фиксирования треков (следов ядер) в образцах минерала молибденита, а также выявления в нём плутония-239 (по гипотезе, одного из продуктов распада сверхтяжёлого природного элемента) и неотождествлённых альфа-частиц с энергией около 4,4—4,7 МэВ был сделан смелый вывод об обнаружении в природе изотопа элемента 108 с массовым числом 267 и с периодом полураспада 400…500 млн лет; авторы предложили присвоить элементу название «сергений» (Sg). Сообщения об этом «открытии» попали в журналы «Смена» (№ 11, 1969), «Наука и жизнь» (№ 2, 1970) и другие СМИ и в апреле 1970 года были обсуждены на заседаниях институтов АН СССР (Институт геохимии, Институт физических проблем). Впоследствии научная достоверность заключения была оспорена как недостаточно доказанная.

## История
Достоверно элемент 108 был открыт в 1984 в Центре исследования тяжёлых ионов (нем. Gesellschaft für Schwerionenforschung, GSI), Дармштадт, Германия в результате бомбардировки свинцовой (208Pb) мишени пучком ионов железа-58 из ускорителя UNILAC. В результате эксперимента были синтезированы 3 ядра 265Hs, которые были надёжно идентифицированы по параметрам цепочки α-распадов. В весовых количествах не получен. Степени окисления от +2 до +8, расчётная конфигурация внешних электронных оболочек атома 5f146d67s2.
Одновременно и независимо эта же реакция исследовалась в ОИЯИ (Дубна, Россия), где по наблюдению трёх событий α-распада ядра 253Es также был сделан вывод о синтезе в этой реакции ядра 265Hs, подверженного α-распаду.
Поскольку методика, использовавшаяся в Дубне, не позволяла зарегистрировать распад самого ядра 265Hs.
В 1985 году Международный союз теоретической и прикладной химии (IUPAC) и Международный союз теоретической и прикладной физики (IUPAP) создали рабочую группу Transfermium (TWG) для оценки открытий и определения окончательных названий элементов с атомными номерами более 100. Рабочая группа провела встречи с делегатами из трёх конкурирующих институтов; в 1990 году они установили критерии признания химических элементов, а в 1991 году закончили работу по оценке открытий. В 1993 году рабочая группа IUPAC опубликовала результаты, согласно которым основная заслуга в открытии элемента 108 принадлежит группе из Дармштадта.

## Происхождение названия
Первоначально, при т. н. «обнаружении элемента в природе», его назвали сергений (sergenium, Sg) (на то время эти символы не были заняты сиборгием) по местности обнаружения — в районе античного города Серика на Великом Шёлковом Пути. В связи с неподтверждённостью открытия и географической привязанностью это название более не предлагалось и вскоре исчезло из научного и информационного пространства.
После удачного искусственного синтеза элемент 108 предлагалось назвать оттоганий (ottohahnium, Oh) в честь Отто Гана — одного из учёных, открывших процесс деления ядер.
В 1994 году IUPAC по устоявшейся традиции (только по фамилии) порекомендовала для элемента название ганий (hahnium, Hn).
Но в 1997 году она изменила свою рекомендацию и утвердила название хассий в честь немецкой земли Гессен (Hassia — латинское название средневекового княжества Гессен, центром которого был Дармштадт).

## Известные изотопы
Хассий не имеет стабильных изотопов. Несколько радиоактивных изотопов были синтезированы в лаборатории либо путём слияния двух атомов, либо путём наблюдения распада более тяжёлых элементов. Сообщалось о двенадцати изотопах с массовыми числами от 263 до 277 (за исключением 272, 274 и 276), четыре из которых — 265Hs, 267Hs, 269Hs и 277Hs — имеют известные метастабильные состояния, хотя для 277Hs это не подтверждено. Большинство из этих изотопов распадаются преимущественно через α-распад. Он наиболее распространённый из всех изотопов, для которых доступны всесторонние характеристики распада. Единственное исключение — 277Hs, который подвергается самопроизвольному делению. Самые лёгкие изотопы, которые обычно имеют более короткие периоды полураспада, были синтезированы путём прямого синтеза между двумя более лёгкими ядрами и в качестве продуктов распада. Самым тяжёлым изотопом, полученным прямым слиянием, является 271Hs; более тяжёлые изотопы наблюдались только как продукты распада элементов с большими атомными номерами. Наиболее стабильным изотопом хассия является 269Hs (α-излучатель).
| Изотоп | Масса | Период полураспада | Тип распада                          |
| ------ | ----- | ------------------ | ------------------------------------ |
| 264Hs  | 264   | ≈0,8 мс            | α-распад в 260Sg; спонтанное деление |
| 265Hs  | 265   | 0.3+0,2 −0,1 мс    | α-распад в 261Sg                     |
| 266Hs  | 266   | 2,3+1,3 −0,6 мс    | α-распад в 262Sg                     |
| 267Hs  | 267   | 52+13 −8 мс        | α-распад в 263Sg                     |
| 269Hs  | 269   | 9,7+9,3 −3,0 с     | α-распад в 265Sg                     |
| 270Hs  | 270   | 22,0 с; ≈22 с      | α-распад в 266Sg                     |
| 275Hs  | 275   | 0,15+0,27 −0,06 с  | α-распад в 271Sg                     |

## Химические свойства
Может образовывать тетраоксид хассия (HsO4), который является менее летучим, чем тетраоксид осмия, а при реакции с гидроксидом натрия образует хассат(VIII) натрия Na2[HsO4(OH)2].